# Исемборгс, Анри
Хе́ндрик Ви́ктор И́семборгс (нидерл. Hendrik Victor Isemborghs; 13 января 1914, Антверпен, Бельгия — 9 марта 1973, Лёвен, Бельгия), более известный как Анри́ И́семборгс (фр. Henri Isemborghs) — бельгийский футболист, выступавший на позиции нападающего. Участник чемпионата мира 1938 года.

## Клубная карьера
Анри Исемборгс начал выступать в 1932 году за бельгийский клуб «Беерсхот», в котором в итоге провёл всю свою карьеру. В составе команды Исемборгс дважды становился чемпионом Бельгии в сезонах 1937/38 и 1938/39, а также занимал второе место в сезоне 1936/37. В обоих чемпионских сезонах занимал четвёртое место в списке бомбардиров с результатом в 26 голов. Всего в чемпионате Бельгии сыграл 254 матча и забил 175 голов.

## Карьера в сборной
Исемборгс дебютировал за сборную Бельгии 31 марта 1935 года в товарищеском матче против Нидерландов. Игра завершилась поражением бельгийцев со счётом 2:4. Первый гол за сборную забил 28 апреля 1935 года в товарищеском матче против Германии (1:6).
В 1938 году сборная Бельгии квалифицировалась на чемпионат мира, при этом в матче квалификации 3 апреля против Нидерландов Исемборгс забил гол, принеся бельгийцам ничью (1:1). На самом чемпионате Бельгия в первом же раунде проиграла Франции со счётом 1:3, единственный мяч бельгийцев забил Исемборгс.
Всего провёл за сборную 16 матчей, забив 8 мячей.

## Достижения
«Беерсхот»
- Чемпион Бельгии (2): 1937/38, 1938/39
- Итого: 2 трофея

## Статистика выступлений
| Клуб             | Сезон            | Лига | Лига | Кубок Бельгии | Кубок Бельгии | Итого | Итого |
| Клуб             | Сезон            | Игры | Голы | Игры          | Голы          | Игры  | Голы  |
| ---------------- | ---------------- | ---- | ---- | ------------- | ------------- | ----- | ----- |
| Беерсхот         | 1932/33          | 19   | 6    | -             | -             | 19    | 6     |
| Беерсхот         | 1933/34          | 24   | 10   | -             | -             | 24    | 10    |
| Беерсхот         | 1934/35          | 25   | 13   | 1             | 2             | 26    | 15    |
| Беерсхот         | 1935/36          | 26   | 15   | -             | -             | 26    | 15    |
| Беерсхот         | 1936/37          | 25   | 13   | -             | -             | 25    | 13    |
| Беерсхот         | 1937/38          | 25   | 27   | -             | -             | 25    | 27    |
| Беерсхот         | 1938/39          | 25   | 27   | -             | -             | 25    | 27    |
| Беерсхот         | 1939/40          | 15   | 16   | -             | -             | 15    | 16    |
| Беерсхот         | 1940/41          | 30   | 49   | -             | -             | 30    | 49    |
| Беерсхот         | 1941/42          | 26   | 18   | -             | -             | 26    | 18    |
| Беерсхот         | 1942/43          | 30   | 27   | -             | -             | 30    | 27    |
| Беерсхот         | 1943/44          | 29   | 20   | 1             | 0             | 30    | 20    |
| Всего за карьеру | Всего за карьеру | 299  | 241  | 2             | 2             | 301   | 243   |